# Doridomorpha gardineri
Doridomorpha gardineri is een slakkensoort uit de familie van de Doridomorphidae. De wetenschappelijke naam van de soort is voor het eerst geldig gepubliceerd in 1903 door Eliot.